# Rockers (pel·lícula de 1978)
Rockers és una pel·lícula jamaicana del 1978 de Theodoros Bafaloukos. Diversos artistes populars de reggae protagonitzen la pel·lícula, incloent Leroy "Horsemouth" Wallace, Burning Spear, Gregory Isaacs, Big Youth, Dillinger, Robbie Shakespeare i Jacob Miller.
Originalment, Rockers estava pensads per ser un documental, però es va convertir en un llargmetratge que mostrava la cultura reggae en el seu punt àlgid. Amb un pressupost de 500.000 $ JA (uns 40.000 $ USA), la pel·lícula es va completar en dos mesos.
La pel·lícula presenta una cultura, personatges i manierismes autèntics. El rocker principal Leroy "Horsemouth" Wallace, per exemple, es mostra vivint amb la seva dona i els seus fills reals i a casa seva.
Els estudis de gravació que es mostren són els famosos Harry J Studios on molts artistes de roots reggae van gravar durant la dècada de 1970, inclòs Bob Marley. La pel·lícula inclou l'enregistrament de Kiddus I de "Graduation In Zion" a l'estudi, que va estar gravant quan Bafaloukos va visitar l'estudi.
Rockers es va estrenar al Festival de Cinema de San Francisco de 1978 i es va estrenar als Estats Units el 1980.
Es van utilitzar mostres del diàleg de la pel·lícula al jungle track de principis dels anys noranta, "Babylon" de Splash, "Terrorist Dub" de la banda californiana de ragga-metal Insolence, a la cançó "Zion Youth" del Àlbum de 1995 Second Light de Dreadzone i el 2012 a la cançó "Smoke" d'Inner Terrestrials.
El 2018, Wallace, Kiddus I i Big Youth es van unir per fer dos espectacles a São Paulo, Brasil, per commemorar el 40è aniversari de la pel·lícula.

## Argument
Horsemouth, un bateria que viu en un gueto de Kingston planeja guanyar diners addicionals venent i distribuint discos. Es compra una motocicleta per portar-los als sound sistems per tota l'illa. La pel·lícula comença com una interpretació fluixa de Vittorio de Sica a El lladre de bicicletes i es converteix en una interpretació reggae del mite de Robin Hood.

## Repartiment
- Leroy "Horsemouth" Wallace com ell mateix
- Richard "Dirty Harry" Hall com ell mateix
- Gregory "Jah Tooth" Isaacs com ell mateix
- Jacob "Jakes" Miller com ell mateix
- Robert "Robbie" Shakespeare com ell mateix
- Frank Dowding com Kiddus I (ell mateix)
- Winston Rodney com Burning Spear (ell mateix)
- Manley Buchanan com Big Youth (ell mateix)
- Lester Bullocks com Dillinger (ell mateix)
- Jack Ruby com ell mateix
- Peter Francis Honiball com Mr Honeyball (ell mateix). . Part de la pel·lícula es va rodar a casa de Honiball, anomenada Hightide at Rosemount, a la parròquia de St James.